# Picea glauca
Picea glauca là một loài thực vật hạt trần trong họ Thông. Loài này được (Moench) Voss miêu tả khoa học đầu tiên năm 1907.